# 劇団新制作座
劇団新制作座（げきだんしんせいさくざ）は、東京都八王子市にある星槎グループの劇団で、NPO法人。
主に真山青果、真山美保の戯曲を上演している。2017年現在の理事長は眞山蘭里（らんり）。

## 演目
- 演劇「泥かぶら」
- 朗読劇「泥かぶら」

## 歴史
- 1950年：劇団ヴェリテ・せるくるを結成。
- 1951年：劇団新制作座と改称。
- 1963年：八王子に劇団員の住まい兼けいこ場となる拠点を建設[3]。
- 2006年：真山美保が死去。
- 2010年：NPO法人に認定[1]。
- 2012年：泥かぶらが絵本化[4]。

## 代表
- 真山蘭里

## 交通
- 高尾駅より車10分。
- 石神坂バス停より徒歩5分。
- 元八2丁目北バス停より徒歩3分。

## 住所
- 東京都八王子市元八王子町2-1419